# 佩列里夫
48°30′21″N 25°7′31″E / 48.50583°N 25.12528°E

佩列里夫（烏克蘭語：Перерив），是烏克蘭的村落，位於該國西部伊萬諾-弗蘭科夫斯克州，由科洛梅亞區負責管轄，始建於1940年，面積6.77平方公里，2001年人口665，人口密度每平方公里98.23人。